# Cathussach mac Eterscélai
Cathussach mac Eterscélai (mort en 769) était un roi de Munster (en irlandais : Muman), l'un des cinq royaumes d'Irlande. Il appartenait à la famille des Eóganacht Áine, une branche du clan des Eóganachta descendant d'Ailill mac Nad Froích, le frère d'Óengus mac Nad Froích (mort en 489), premier roi chrétien de Muman. 

## Biographie
Il était fils du roi Eterscél mac Máele Umai mort en 721. Il succéda à Cathal mac Finguine. 
Cathussach n'apparaît pas dans les annales, mais le Chronicon Scotorum et les Annales fragmentaires connaissent, pour le VIIIe siècle, une importante lacune qui déborde la période supposée de son règne. 
En revanche, les Laud Synchronisms le mentionnent immédiatement après Cathal mac Finguine, qui mourut en 742, et lui accordent un règne long de 17 années, ce qui place celui-ci entre 742 et 759. 
Suivant la même source, il était le contemporain du Haut-Roi Domhnall Mac Murchada (qualifié d'un règne de 21 ans et qui mourut le 20 novembre 763) et de l'archevêque d'Ard Mhacha Céle Petair (qui mourut en 758 après un magistère de 8 années). 
Máel Dúin mac Áedo lui succéda à une date inconnue (il est mentionné pour la première fois en 757 par les Annales de Tigernach, puis en 766 par les Annales d'Inisfallen). 
Si Cathussach n'est jamais mentionné personnellement, plusieurs événements concernant son royaume sont toutefois décrits dans les annales : 
- en 744, la bataille de Cliú où fut tué Conchobar, roi des Uí Fhidgente : cette bataille se déroula sur les bornes des domaines héréditaires de Cathussach mais les annales, dans leur style laconique habituel, ne disent pas si Conchobar combattit avec ou contre Cathussach, où si cette rencontre n'était qu'une de ces mêlées habituelles opposant les Uí Fhidgente aux petites tribus qui cherchaient à leur résister ; 
- en 747, la bataille de Carn Ailche remportée par le royaume de Muman, où périt Coirpre fils de Cú Dínaisc : Coirpre était le roi de Íarmumu et appartenait à la branche des Eóganacht Locha Léin dont l'un des membres, Máel Dúin mac Áedo, devait succéder à Cathussach. Il s'agit donc d'une guerre civile opposant deux branches de la famille des Eóganachta, mais où une nouvelle fois le roi de Muman n'est pas personnellement cité ; 
- en 752, la bataille de Fétamair entre Bodbgal fils de Fearghal (ou Ferga), abbé de Mungairit, et un certain Cenn Faelad.
- en 757, la bataille de Cenn Febrat (ou Cenn Abrat, aujourd'hui les montagnes de Ballyhoura, entre les comtés de Limerick et Cork), nouvel épisode de guerre civile entre habitants du royaume de Muman, où mourut Bodbgal : le vainqueur n'étant pas nommé, il est difficile d'interpréter cet épisode et d'identifier les forces à l'œuvre dans cette partie du royaume. Toutefois, les Annales de Tigernach mentionnent immédiatement après cet épisode, et pour la première fois, en T757.6, Máel Dúin mac Áedo, le successeur de Cathussach, en le qualifiant de roi de Muman. Cathussach est-il mort à Cenn Febrat ? 
Toujours est-il que la mort de Cathussach marqua un tournant dans l'ordre de succession du royaume de Muman : pour la première fois depuis deux siècles et Feidlimid mac Tigernaig, la royauté sortait du cercle étroit des Eóganachta pour passer d'abord à la branche des Locha Léin puis, brièvement, aux Uí Fhidgente.